# Rõngu (plaats)
Rõngu (Duits: Ringen) is een plaats in de Estlandse gemeente Elva, provincie Tartumaa. De plaats heeft de status van groter dorp of ‘vlek’ (Estisch: alevik) en telt 662 inwoners (2021).
De plaats was tot in oktober 2017 de hoofdplaats van de gemeente Rõngu. In die maand ging Rõngu op in de gemeente Elva.
Bij Rõngu gaat de secundaire weg Tugimaantee 52 over in de Tugimaantee 71 op het punt waar hij de hoofdweg Põhimaantee 3 kruist.

## Geschiedenis
In 1413 wordt voor het eerst een burcht Ringen genoemd in de nabijheid van de huidige plaats Rõngu. De burcht was een zogeheten vazallenburcht, een klein kasteel bedoeld als verdedigingswerk, niet als uitvalsbasis voor militaire operaties.  De burcht raakte zwaar beschadigd tijdens de Lijflandse Oorlog en ging definitief verloren tijdens de Pools-Zweedse Oorlog van 1626 tot 1629. De resten van de burcht bevinden zich tegenwoordig in het dorp Lossimäe. De bezittingen van het kasteel werden in de 15e eeuw een landgoed. Van een dorp Rõngu is sprake in 1582.
Het landgoed werd in 1759 opgedeeld in Suure-Rõngu (‘Groot-Rõngu’) en Väike-Rõngu (‘Klein-Rõngu’). Suure-Rõngu was achtereenvolgens in het bezit van de families Volkov, von Manteuffel en von Anrep. Het landhuis van het landgoed, gebouwd rond 1780, ging in 1917 door een brand verloren. In 1920 werd het grondgebied van Suure-Rõngu opgedeeld onder kleine boeren. De nederzetting gevormd door hun boerderijen kreeg in 1939 de status van dorp (Estisch: küla). In 1977 werd Suure-Rõngu omgedoopt in Lossimäe.
Van het landgoed Väike-Rõngu is alleen het park rond het landhuis nog over. De nederzetting Väike-Rõngu, die was ontstaan op het landgoed, werd in 1977 bij Tilga gevoegd. Rõngu bleef een apart dorp, kreeg het buurdorp Hiugemäe erbij en de status van vlek (alevik).
De kerk van Rõngu is gewijd aan de aartsengel Michaël. Ze werd in 1413 voor het eerst vermeld, maar is vermoedelijk ouder. In de Lijflandse Oorlog en de Grote Noordse Oorlog werd de kerk verwoest. Rond 1730 werd de kerk herbouwd. Bij een verbouwing in 1901 kreeg de kerk haar huidige uiterlijk. Het orgel dateert uit 1874, het altaar uit 1901.
Een markant gebouw in Rõngu is een voormalige herberg (Rõngu kõrts), die gebouwd is rond 1820 en in de late jaren tachtig van de 20e eeuw is gerestaureerd. De herberg, die nu dient als winkel, staat op de monumentenlijst.
Het kerkhof van Rõngu ligt 1,5 km ten zuidwesten van de plaats. Hier zijn diverse bekende personen uit de regio begraven. Een paar graven zijn rijksmonument.

## Foto's

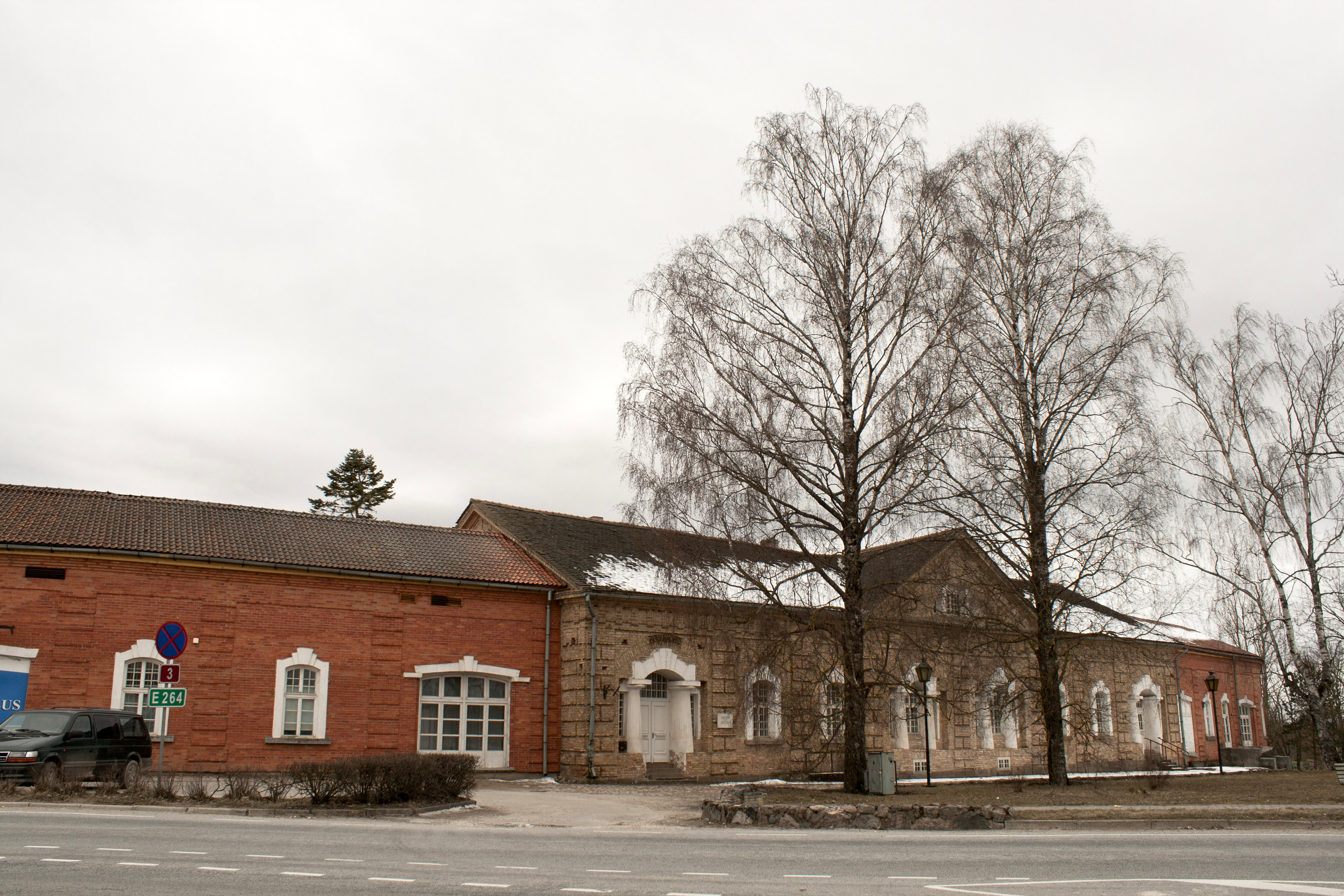
De voormalige herberg
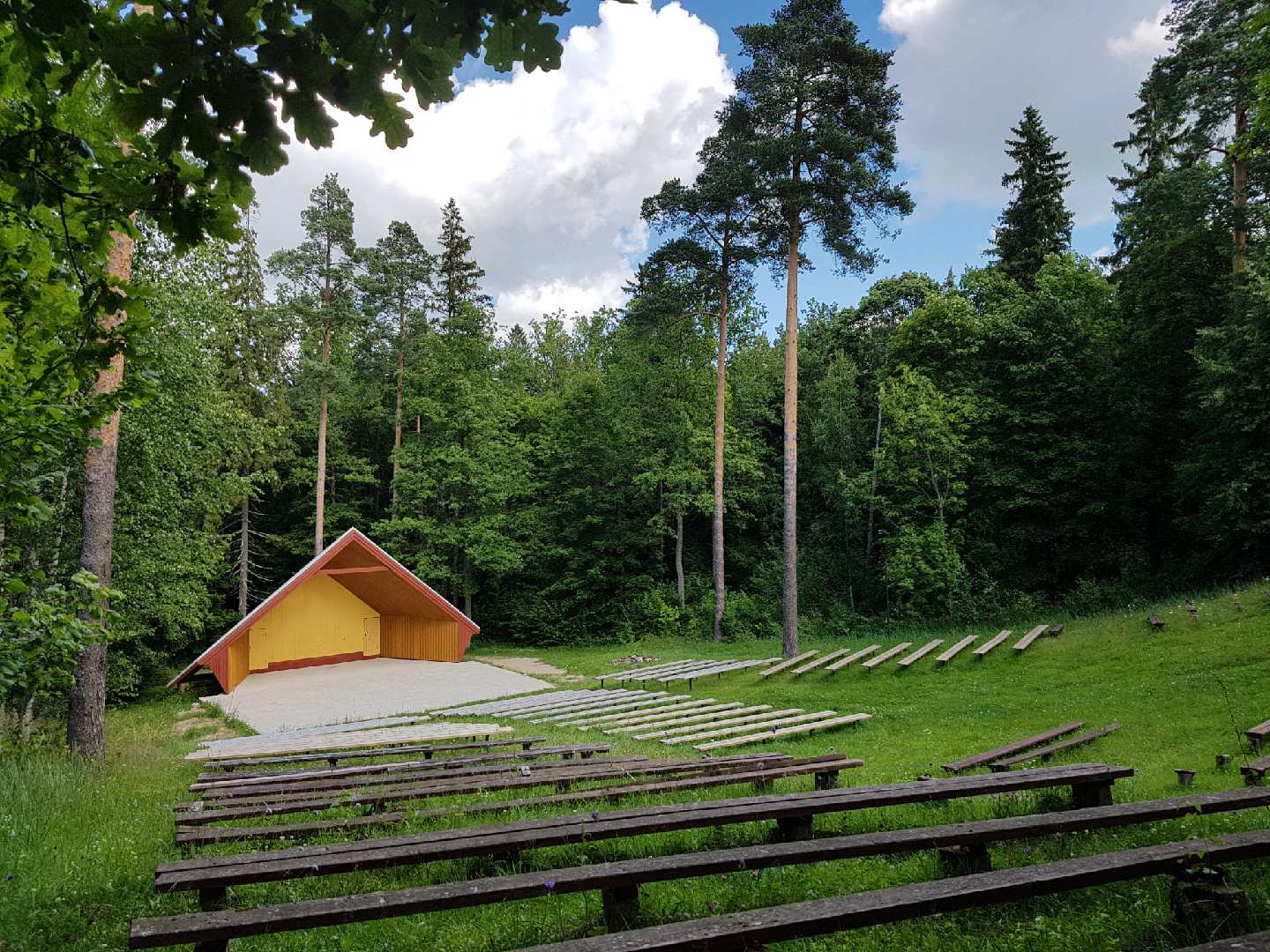
Zangstadion van Rõngu
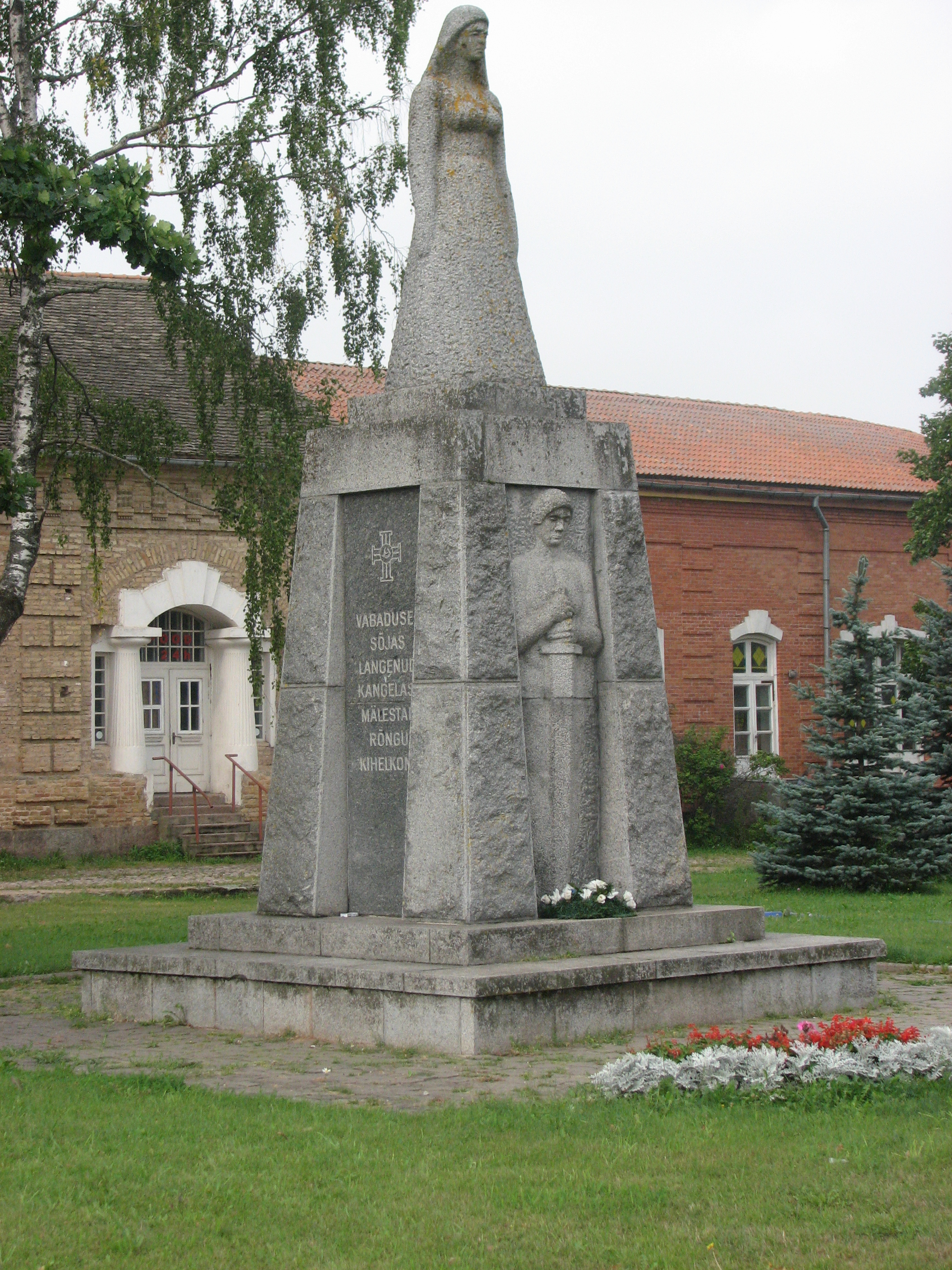
Monument voor de Estische Onafhankelijk-heidsoorlog
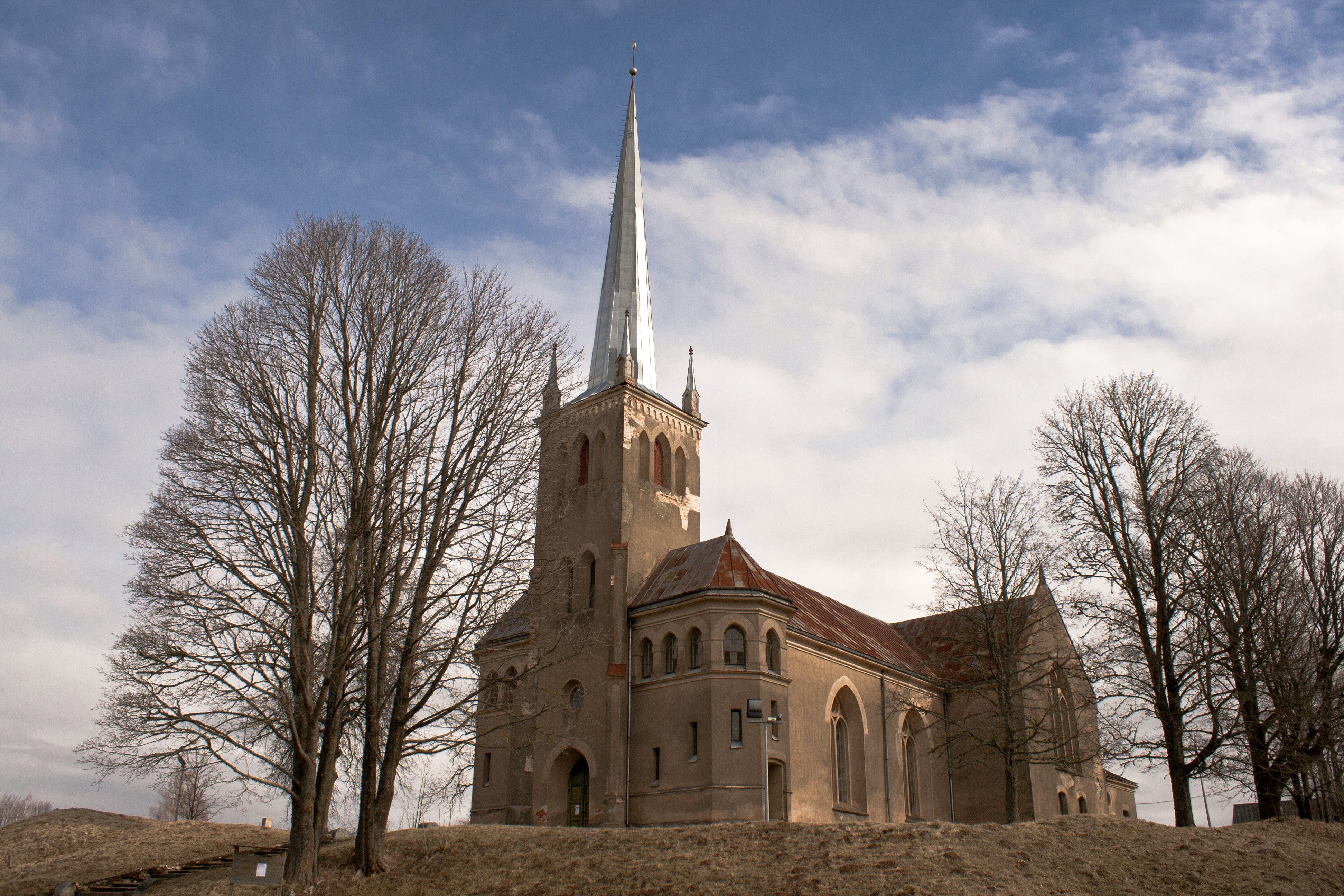
De kerk van Rõngu
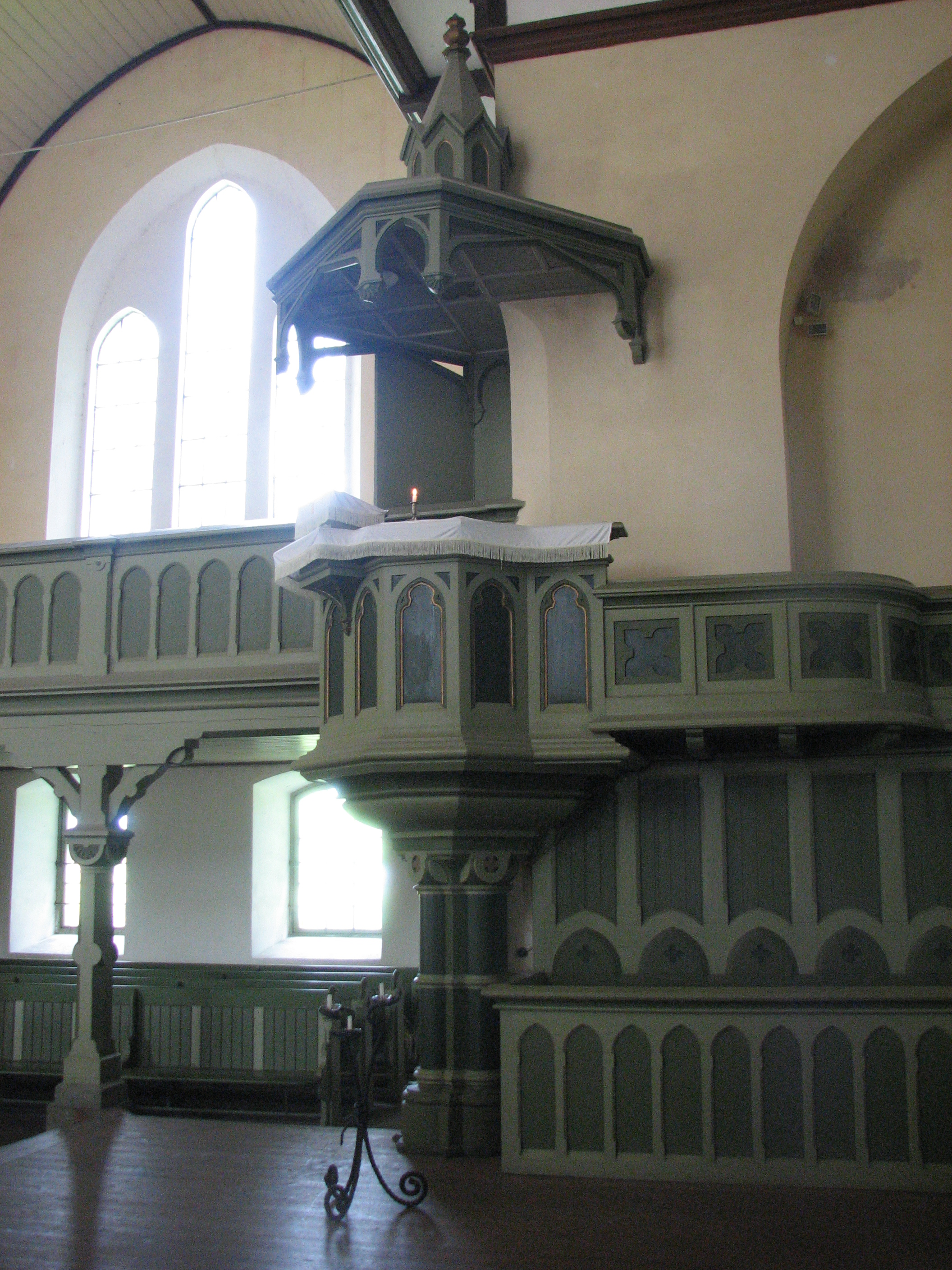
De preekstoel